# Środa Wielkopolska Wąskotorowa
Środa Wielkopolska Wąskotorowa − wąskotorowa stacja kolejowa Średzkiej Kolei Powiatowej, w Środzie Wielkopolskiej, w Polsce, w województwie wielkopolskim, w powiecie średzkim. Znajduje się na linii kolejowej ze Środy Wielkopolskiej Miasto do Zaniemyśla. Linia ta została otwarta w dniu 19 sierpnia 1909. Pierwszy pociąg przejechał przez nią w dniu 1 maja 1910. Obecnie przez przystanek jeżdżą pociągi turystyczne (od czerwca do końca sierpnia).

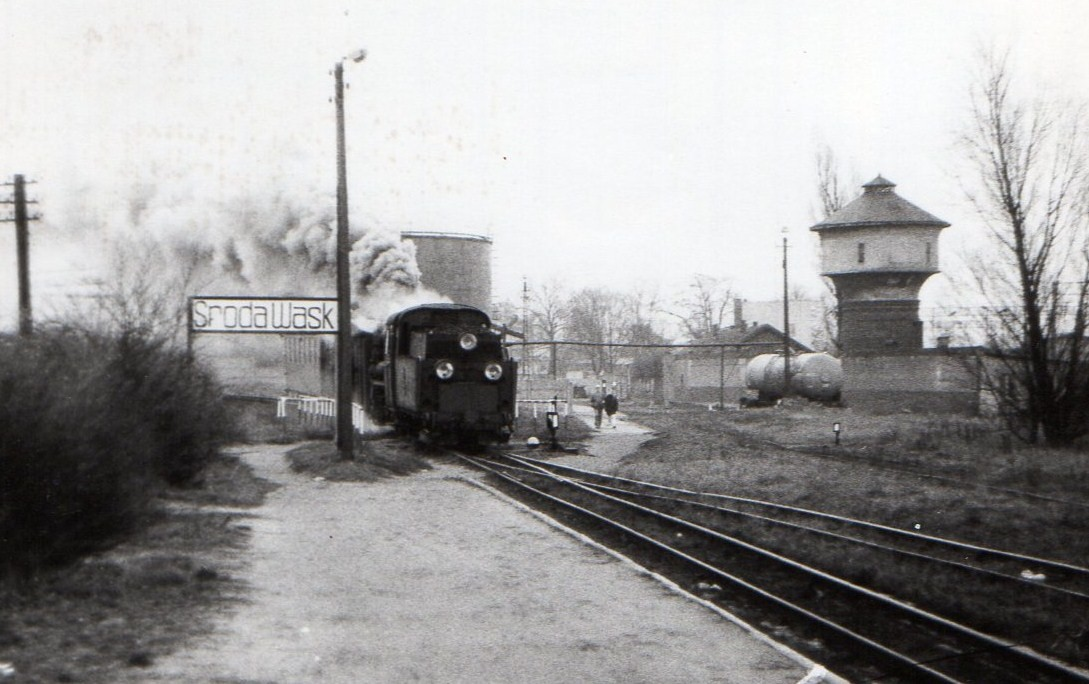
1992 - parowóz Px48-1920 w kierunku Zaniemyśla